# Alfredo Carricaberry
Alfredo Carricaberry (8 de octubre de 1900 - 23 de septiembre de 1942), fue un jugador de fútbol argentino, que se desempeñó como delantero, en la posición de puntero derecho. Fue ganador de una medalla de plata en los Juegos Olímpicos de Ámsterdam 1928. También obtuvo una Copa América en 1927.
Jugó en el Club Atlético San Lorenzo de Almagro en la década de 1920, saliendo bicampeón argentino en 1923 y 1924, y nuevamente en 1927. El campeonato de 1923 fue el primero obtenido por San Lorenzo. Se caracterizó por su velocidad, su capacidad de desborde y un fuerte disparo.

## Biografía
Alfredo Carricaberry se destacó como jugador de fútbol en los años años 1920, jugando como delantero en la posición de puntero derecho. Comenzó su carrera jugando en las inferiores del Club Floresta de Buenos Aires. Pasó luego a Estudiantil porteño, donde jugó en la división intermedia, para finalmente sumarse en 1919 a San Lorenzo de Almagro, club con el que será identificado y donde jugará hasta 1930, jugando 330 partidos (quinto jugador con mayor presencia) y marcando 106 goles (octavo goleador histórico).
Debuta el 25 de abril de 1920 contra Racing Club, partido en el que San Lorenzo perdió 2 a 1 y él convirtió el único gol de su equipo. Su consagración con San Lorenzo llega en 1923, año en el que gana su primer título y se corona goleador del campeonato. En ese mismo año San Lorenzo obtiene también la Copa Río de la Plata, ganándole al equipo uruguayo Wanderers con un gol de Alfredo Carricaberry. En 1924 San Lorenzo vuelve repite el título nacional, obteniendo el bicampeonato. El Vasco frecuentaba, luego de los partidos, el Café Dante de la calle Boedo 745, para compartir sus mesas con el hincha de San Lorenzo, que lo alentaba y lo querían. 
En el Café Dante compartió sus mesas con hombres de la cultura popular y ciudadana como Raúl González Tuñón, Nicolás Olivari, Gustavo Riccio y el poeta del barrio de Boedo, José González Castillo. 
En 1927 repite el doblete: campeón nacional y goleador. Ese mismo año, en medio de una pelea entre jugadores e hinchas, es herido de un navajazo.
En 1932, con la profesionalización del fútbol, pasa a Huracán, club en el que juega una temporada y convierte un solo gol. Termina su carrera en Argentinos Juniors en 1937.
Muere el  22 de febrero de 1942, con solo cuarenta y un años: al bajar de un colectivo de la línea 100 (que había tomado para volver de un entrenamiento de San Lorenzo en el Bajo Flores) su cuerpo se desplomó, producto de un infarto. Su prematuro fallecimiento fue resultado de haber fumado tabaco empedernidamente desde joven.

## Participaciones en la selección argentina
Debutó en la selección argentina el domingo 19 de noviembre de 1922 en un amistoso jugado en Montevideo contra Uruguay. El equipo visitante perdió 2 a 1 y Alfredo Carricaberry convirtió el gol del descuento.
En 1927 juega dos amistosos contra el Real Madrid en Buenos Aires. En el segundo de los encuentros convirtió dos de los tres goles con el que el seleccionado argentino venció al equipo español por 3 a 2.
Sus dos mayores logros con el seleccionado son el Campeonato Sudamericano 1927 jugado en Perú, campeonato del que fue goleador con 4 tantos en 3 partidos, y la medalla de plata obtenida en las Olimpíadas de Ámsterdam 1928.

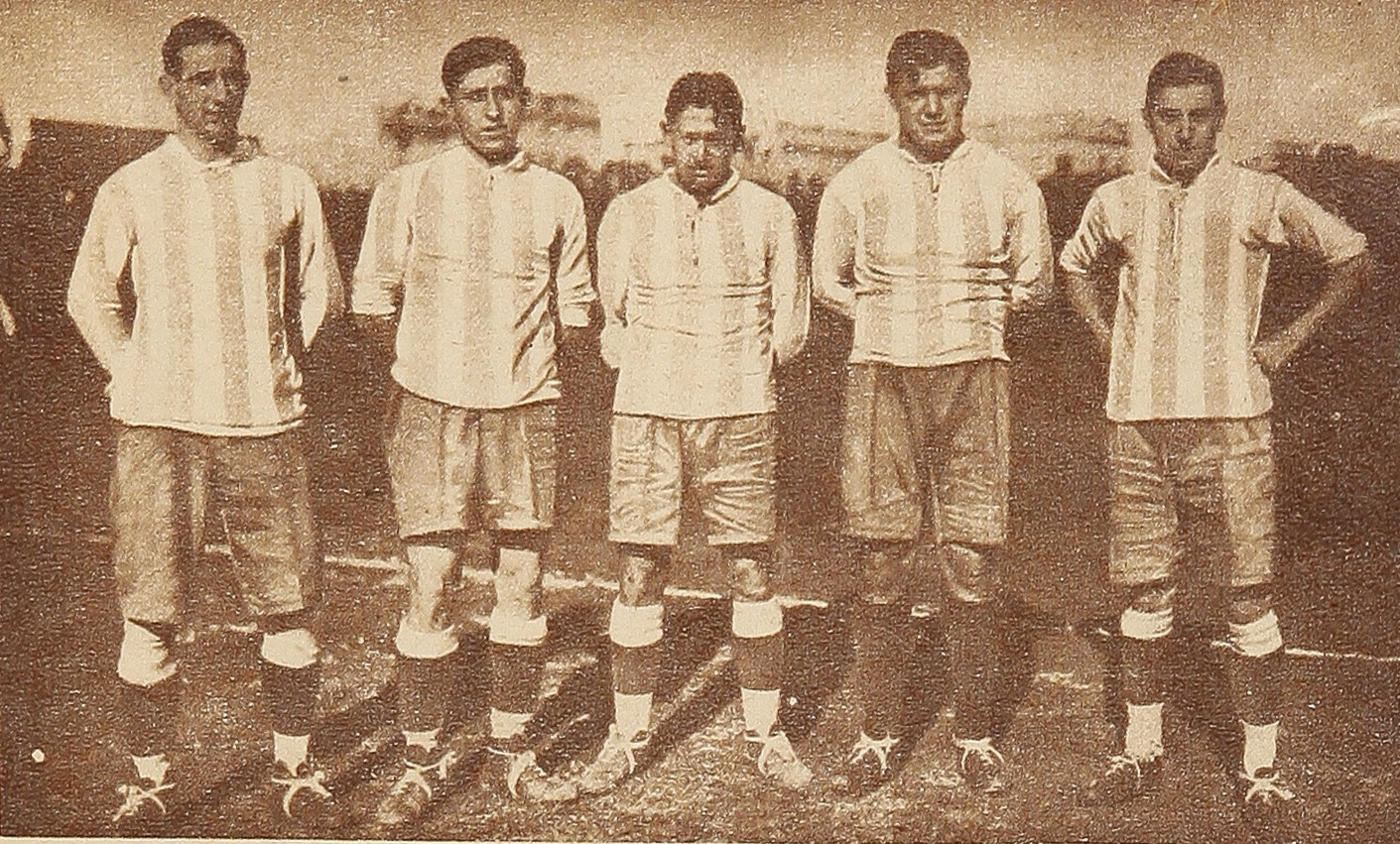
Delantera de la Selección Argentina. De izquierda a derecha: Carricaberry, Penella, Sosa, Seoane y Orsi

## Medalla de plata en los Juegos Olímpicos de 1928

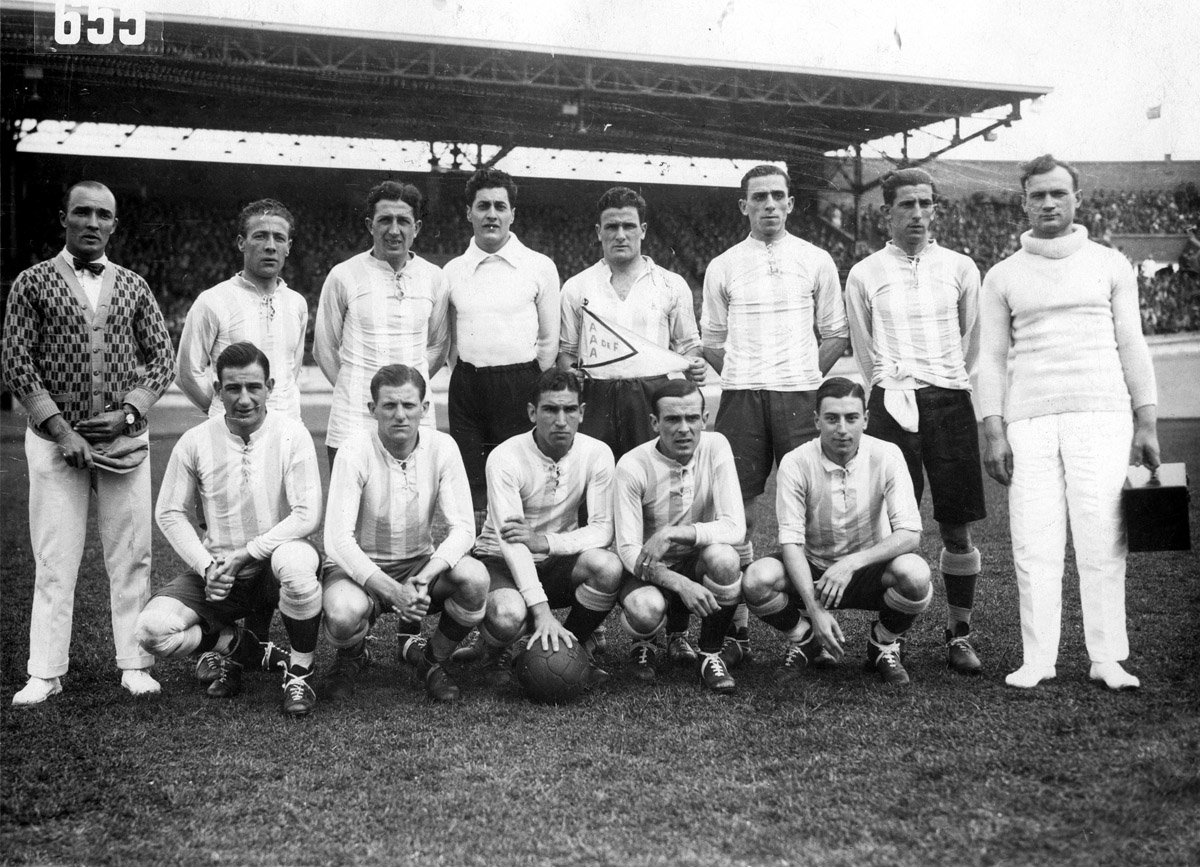
Equipo argentino que obtuvo la medalla de plata en fútbol en 1928.

Alfredo Carricaberry integró como delantero titular el equipo de fútbol que ganó una medalla de plata en los Juegos Olímpicos de Ámsterdam 1928.
El equipo argentino jugó cinco partidos. La formación titular fue (entre paréntesis se indican los partidos jugados por cada uno):
- Arquero: Ángel Bossio (5);
- Defensa: Fernando Paternoster (5), Juan Evaristo (3), Segundo Médici (5) y Ludovico Bidoglio (4);
- Mediocampo: Luis Monti (5);
- Delantera: Roberto Cherro (3), Manuel Ferreira (5), Raimundo Orsi (5), Domingo Tarascone (5) y Alfredo Carricaberry (5).[1][2]

## Títulos

### Campeonatos nacionales
| Título                        | Club        | País      | Año  |
| ----------------------------- | ----------- | --------- | ---- |
| Primera División de Argentina | San Lorenzo | Argentina | 1923 |
| Primera División de Argentina | San Lorenzo | Argentina | 1924 |
| Primera División de Argentina | San Lorenzo | Argentina | 1927 |

### Títulos internacionales
| Título       | Club                | País      | Año  |
| ------------ | ------------------- | --------- | ---- |
| Copa Aldao   | San Lorenzo         | Argentina | 1923 |
| Copa Aldao   | San Lorenzo         | Uruguay   | 1927 |
| Copa América | Selección Argentina | Perú      | 1927 |

### Distinciones individuales
| Distinción                  | Año  |
| --------------------------- | ---- |
| Goleador de la Copa América | 1927 |